# Мілотінка
Мілотінка (словац. Milotínka) — річка в Словаччині, ліва притока Борової води, протікає в окрузі Тврдошін.
Довжина приблизно 3.1-3.9 км. Витік знаходиться в масиві Скорушинські гори (геоморфологічна підодиниця Копец — схил гори Махов) — на висоті близько 940 метрів. Протікає територією села Зуберец.
Впадає в Борову воду на висоті приблизно 740-745 метрів.